# Condizione della donna in Armenia

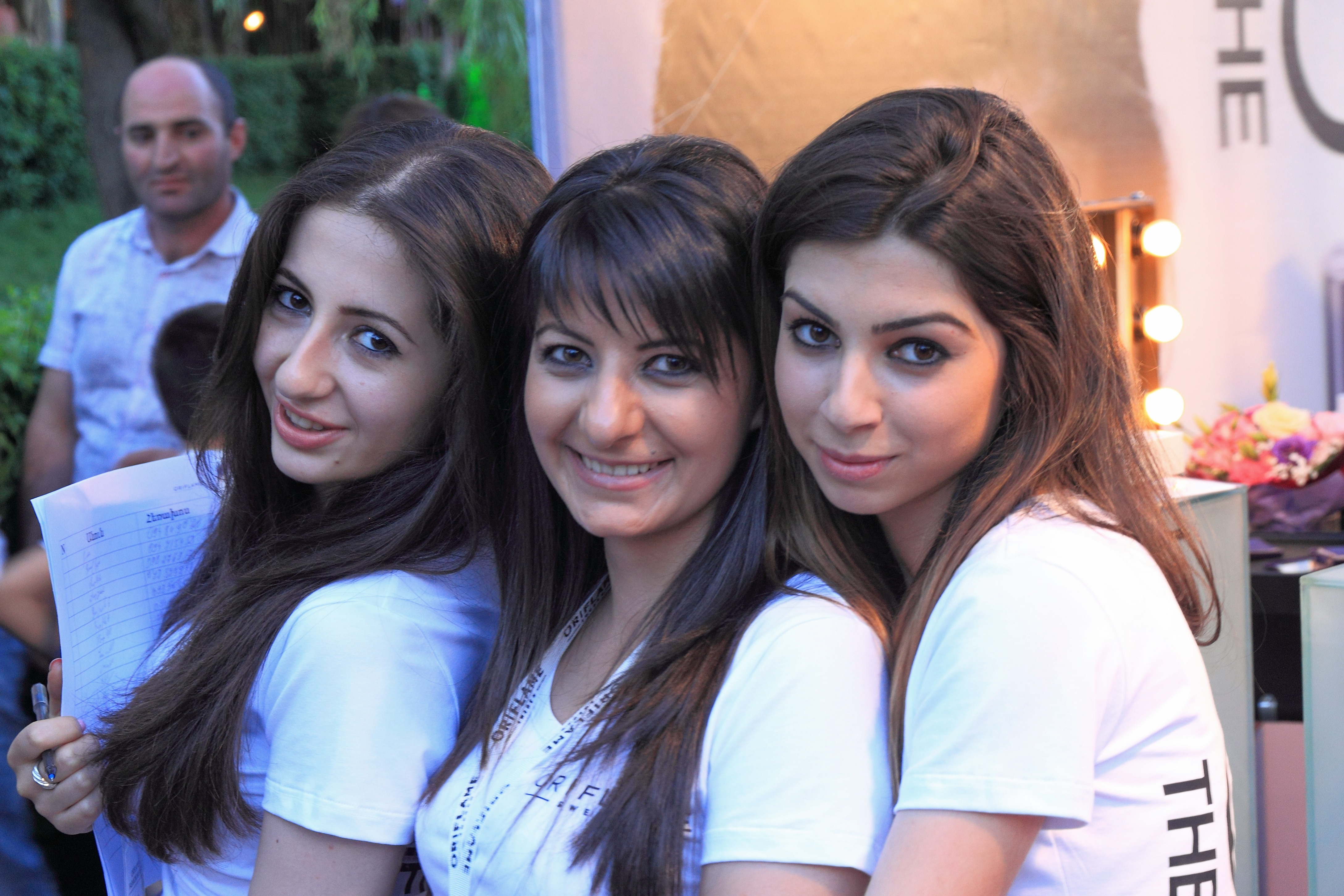
Giovani donne armene a Erevan.

Il ruolo di genere, la condizione femminile e i diritti delle donne in Armenia si sono evoluti col tempo.
L'uguaglianza dei diritti civili,  compreso il diritto di voto per le donne, in Armenia risale all'istituzione della Prima Repubblica di Armenia.
Il 21 e 23 giugno 1919, le prime elezioni parlamentari dirette si tennero in Armenia a suffragio universale: ogni persona di età superiore ai 20 anni aveva il diritto di votare indipendentemente dal sesso, dall'etnia o dalla religione.
La legislatura da 80 seggi, incaricata di gettare le basi dello stato armeno, comprendeva tre deputate donne:Katarine Zalian-Manukian, Perciuhi Partizpanian-Barseghian e Varvara Sahakian.
L'uguaglianza di genere è stata ufficialmente garantita dalla costituzione dell'attuale Repubblica di Armenia.
Ciò ha permesso alle donne di partecipare attivamente a tutte le sfere della vita sociale e culturale; le donne armene hanno raggiunto posizioni d'importanza nel settore dell'intrattenimento, della politica e negli altri campi occupazionali.
Il "Gender Inequality Index" per il 2012 era fissato a 0.340, 59ª posizione su 152 paesi; la mortalità materna a 30 su 100.000; mentre nel 2014 le donne nella forza lavoro erano al 59%. Il Global Gender Gap Report per il 2022 era a 0.698, 89ª posizione su 144 paesi.
Secondo il Global Gender Gap Report del 2019 l'Armenia occupa la 98ª posizione con un punteggio di 0,684 su 1,000.
Le donne partecipanti alla forza lavorativa nel paese sono il 55,8%. Il 29,5% dei manager, professionisti e legislatori nel Paese sono donne, mentre il 64,2% dei tecnici e lavoratori professionisti sono donne.
Le donne alfabetizzate in Armenia costituiscono il 99,7%; le donne che hanno conseguito un'istruzione primaria, secondaria e terziaria sono rispettivamente il 90,6%, 88,1%, 62,7%. Le donne in Parlamento costitutiscono il 24,2%, mentre i ministri donne sono il 7,1% del totale. L'età media di una donna alla nascita del primo figlio è di 27,1 anni e i figli in media per donna sono 1,76.

## Lavoro e affari
Secondo l'indagine aziendale condotta da "Grant Thornton International" per il 2010, il 29% dei ruoli manageriali di più alto livello nel paese vengono occupati da donne; tuttavia questa cifra è scesa al 23% l'anno seguente. Sulla base di un rapporto dell'Organizzazione delle Nazioni Unite ci sono stati 24 sindaci e leader omunitari donne nel 2011; altre 50 avevano invece posizioni amministrative inferiori.

## Status tradizionale
Alcuni esponenti del femminismo armeno dell'inizio del XX secolo, come Sibil, hanno concepito una visione dell'antica società armena e della legislazione relativa vigente come filo-femminile.
Il codice di diritto di Mkhitar Gosh risalente al XII secolo cercò di far crescere lo status legale delle donne dal suo precedente livello, ma poi contemporaneamente esso sanzionò esplicitamente il dominio maschile e vietò il divorzio, anche in casi di violenza domestica o stupro coniugale.
I suoi elementi più progressisti sembrano non essere mai stati applicati nella società in generale e tra il XVIII e il XIX secolo sia i testimoni interni che quelli provenienti dall'estero commentarono in maniera massiccia il basso status femminile presente nella tradizione del paese.
Le famiglie armene erano tradizionalmente patrilocali, il lavoro domestico era diviso in base al sesso e alla generazione. La rigidità di questa gerarchia era meglio illustrata dalla posizione subordinata della novella sposa.Durante il primo anno di matrimonio alle novelle spose non venne permesso di parlare con nessuno tranne che col proprio marito, inoltre le fu proibito uscire di casa. In alcuni villaggi tali restrizioni continuarono anche dopo la nascita del primo figlio, potendo giungere a durare fino ad un decennio. Il suicidio femminile fu molto più comune di quello maschile, in contrasto con la situazione occidentale.
Nonostante la posizione di netta inferiorità all'interno della società civile la Chiesa apostolica armena permise alle donne di accrescere le opportunità di assumere ruoli ecclesiali, certamente molto di più che nella maggior parte delle altre tradizioni del cristianesimo.
A differenza della Chiesa ortodossa invece rimase sempre fortemente contraria al divorzio e, conseguentemente, i tassi di separazione formale sono sempre stati tradizionalmente tra i più bassi dell'intera cristianità.

## Violenza contro le donne
Secondo il database globale delle Nazioni Unite sulla violenza contro le donne, l'8,2% delle donne armene ha subito abusi e violenze domestiche nel 2021 Non esistono legislazioni ben consolidate contro l'aggressività maritale e i pregiudizi di genere. Altri fattori che contribuiscono ad un tale stato di cose sono la mancanza, od un più basso livello, di educazione per quanto riguarda i propri diritti e su come poter proteggersi come notato da UNHRC nel 2010.
Dopo la Rivoluzione di Velluto, il nuovo governo ha adottato alcune misure per combattere la violenza contro le donne. Nel 2018, il Ministero degli affari sociali e del lavoro ha istituito il Consiglio per la violenza domestica, al fine di sviluppare statuti e regolamenti per far rispettare la legge sulla violenza conto le donne e sviluppare meccanismi di risposta per gestire i casi di violenza domestica. Nel 2019 sono stati firmati decreti per istituire rifugi, sviluppare centri di crisi regionali e stabilire protocolli chiari per affrontare i casi in ciascuna provincia e creare un fondo di sostegno per le vittime di violenza.

## Status politico
Nel 1919, per la prima volta, 3 donne diventano parlamentari: Katarine Zalyan-Manukyan, Perchuhi Partizpanyan-Barseghyan e Varvara Sahakyan.
Nel 1975 abbiamo la prima donne vicepremier, Rema Khristoforovna Svetlova, e nel 1991 la prima donna ministro, Nina Asmayan diventa ministro dell'industria.
Nel maggio del 2007 attraverso il decreto legislativo conosciuto come "legge sui contingenti di genere" un maggior numero di donne furono incoraggiate a partecipare alla vita politica; quell'anno solamente 7 donne occuparono un posto in qualità di parlamentare e tra queste vi è stata Hranush Hrant Hakobyan, la donna con maggior anzianità presente all'Assemblea nazionale.
La carenza effettiva di figure femminili nell'ambito governativo ha portato le donne armene ad essere considerate tra le più sottorappresentate al mondo da parte degli osservatori stranieri nel 2007.In aggiunta il posto femminile in politica si trovava ancora spesso nella sfera privata. Il loro ingresso nella sfera pubblica viniva valorizzato soltanto quando rifletteva l'immagine dell'ideale femminile basato sulle aspettative sociali le quali continuano ad erigere una barriera all'accessibilità politica, sociale ed economica delle donne.
Dal 1991 al 1994 Karine Danielyan diventa ministro della protezione della natura. Dal 1º ottobre 2008 al 23 aprile 2018 Hranush Hrant Hakobyan diventa ministro della diaspora in Armenia.
L'avvocatessa Arpine Hovhannisyan è la prima donna armena a detenere la carica di ministro della giustizia dal 4 settembre 2015 all'11 maggio 2017. Lilit Makunts diventa ministro della cultura dal 12 maggio 2018 al 14 gennaio 2019.
L'unica donna ministro nel Governo Pashinyan II è stata Zaruhi Batoyan dal 19 gennaio 2019 al 20 novembre 2020. Anahit Avanesyan è diventata ministro della salute il 3 agosto 2021, l'unica nel Governo Pashinyan III. Anna Vardapetyan è diventata la prima donna Procuratrice generale dell'Armenia il 29 giugno 2022.
La rappresentanza femminile nel parlamento Armeno è cresciuta costantemente nell'ultimo decennio e attualmente rappresenta la percentuale più alta nella Transcaucasia (35,51%) rispetto ai paesi limitrofi della Georgia (18,44%) e dell'Azerbaigian(18,64%).

## Salute e benessere
Nel 2010 e nel 2011, durante il mese delle donne e nell'ambito del programma di beneficenza "For You, Women", il centro medico Surb Astvatcamayr della capitale armena di Erevan offriva gratuitamente alle donne di assistenza in ginecologia e chirurgia.
Donne provenienti da tutto il paese sono arrivate per cercare un trattamento, oltre che aiuti e consigli.

## Aborto sessuale selettivo
L'aborto sessuale selettivo è segnalato per essere un problema attualmente presente, a causa di norme sociali intrise di patriarcato che considerano preferibile avere un figlio maschio.
Tuttavia, a causa della forte emigrazione sotto forma di "fuga di cervelli", dove i giovani uomini vanno all'estero alla ricerca di un lavoro migliore, ci sono un maggior numero di giovani donne rispetto agli uomini, in particolare nella fascia d'età compresa tra i 20 anni e i 29 anni: le donne rappresentano il 55,8% La popolazione tra i 15 e i 29 anni.

## Letteratura
La più antica espressione della letteratura armena a noi oggi disponibile per iscritto è la poesia di due donne dell'VIII secolo, Xosroviduxt e Sahakduxt.
Dopo la rinascita letteraria del XIX secolo e la diffusione delle opportunità educative per le donne sono emerse numerose altre scrittrici, tra le quali l'autrice femminista Srpouhi Dussap, considerata la prima romanziera armena. Come anche la sua contemporanea Zabel Sibil Asadour, è generalmente associata a Costantinopoli e alla tradizione letteraria armena occidentale.
Zabel Yesayan, nata anch'ella a Costantinopoli, ha colmato il divario con la letteratura armena orientale stabilendosi nella Repubblica Socialista Sovietica Armena nel 1933. La rinascita letteraria, accompagnata da uno stile protestatario, hanno avuto anche le sue rappresentanti in Oriente con la poetessa Shushanik Kurghinian (1876-1927). Silva Kaputikian e Maro Markarian sono probabilmente le poetesse armene più conosciute del XX secolo e hanno continuato la tradizione del discorso politico attraverso la poesia.